# Asiya (regina)
Asiya, Asiyah, 'Asiya o Asiya bint Muzahim (in arabo آسِيَا‎?, Asiya, in arabo آسِيَة‎?, Asiyah o in arabo آسِيَا ٱبْنَت مُزَاحِم‎?, Asiya bint Muzahim; fl. XIII secolo a.C.) è stata una Grande sposa reale del Faraone d'Egitto al tempo dell'Esodo e, secondo la tradizione islamica, madre adottiva di Mosè.
Asiya è menzionata per la prima volta nella Surah Al-Qasas all'interno del Corano. Nel cristianesimo e nell'ebraismo viene chiamata Bithia. Viene venerata dai musulmani come una delle donne più importanti di sempre, e, secondo una narrazione profetica all'interno della Sahih al-Bukhari, la seconda più importante dopo Maria.
Si crede che abbia segretamente accettato il monoteismo dopo aver visto il miracolo di Mosè. Secondo la tradizione, Asiya venerava Allah segretamente, e nascose la sua religione dal marito. Tuttavia, il faraone la scoprì, e ne ordinò l'esecuzione.
Al-Tha'labi credeva che il continente dell'asia fosse stato nominato in suo onore.

## Narrativa
Nel Sahih al-Bukhari, il Profeta disse: "Molti uomini sono stati completati [nella fede], ma solo Asiya, la moglie del Faraone, e Maryam bint Imran sono state completate tra le donne".
A differenza di suo marito, lei era umile e accettò la fede che Mosè e Aronne predicavano. Nonostante fosse estremamente ricca, non era arrogante come il Faraone. Si rese conto che la fede era molto più importante e per questo fu esaltata da Dio tra le donne della sua generazione e di tutte le epoche. Secondo alcuni hadith, Muhammad sposerà Asiya in Paradiso.
Maurice Bucaille ha commentato che la moglie del Faraone che si oppose a Mosè è quella menzionata nella Surah At-Tahrim, mentre un'altra moglie di un altro Faraone è quella che lo adottò in Surah Al-Qasas. Tuttavia, poiché non ci sono menzioni di diverse mogli o Faraoni, la maggior parte dei musulmani e degli studiosi crede che Asiya e la moglie del Faraone siano una singola persona.
Asiya e le sue serve trovarono una cassa galleggiante nel fiume Nilo. Asiya ordinò di portarla a riva. Le serve pensavano che contenesse un tesoro, ma invece trovarono un bambino, Mosè. Impossibilitata a concepire, Asiya provò immediatamente un amore materno nei suoi confronti. Raccontò del bambino al Faraone. L'episodio è descritto nel Corano:
Secondo la tradizione islamica, Asiya cercò una balia per il piccolo Mosè, ma lui rifiutò tutte le donne che tentarono di allattarlo. La sorella di Mosè, che era stata incaricata dalla madre di sorvegliarlo da lontano, si avvicinò ad Asiya e le suggerì di chiamare sua madre, pur nascondendo il loro rapporto e mascherandola come una qualsiasi altra balia. Miracolosamente, Mosè iniziò ad allattare dalla madre biologica e i due si riunirono. Asiya le offrì di vivere nella loro casa e la pagò per i suoi servizi, senza sapere del loro vero legame.
Quando assistette alla morte di una donna credente sotto le torture di suo marito, Asiya dichiarò la sua fede di fronte al Faraone. Lui cercò di distoglierla dall'Islam, ma Asiya rifiutò di rinnegare Dio e gli insegnamenti di Mosè. Su ordine del Faraone, fu torturata a morte.

## Venerazione
Asiya è una delle quattro donne più rispettate di tutti i tempi ed è molto onorata fra i musulmani. Si dice che Asiya fosse una credente sincera e che si fosse completamente sottomessa ad Allah, nonostante fosse la moglie del Faraone. Secondo gli Hadith, lei sarà tra le prime donne a entrare in Paradiso, perché accettò il monoteismo di Mosè sopra le credenze del Faraone. Il Corano menziona Asiya come esempio per tutti i musulmani. La sua supplica è menzionata nel Corano:
Abu Musa al-Ash'ari narra che una volta il Profeta islamico, Maometto disse: